# Hermann Vinke
Hermann Vinke (* 1940 in Rhede an der Ems) ist ein deutscher Hörfunkjournalist und Sachbuchautor.

## Leben
Hermann Vinke ist der Sohn eines Bauhandwerkers. Er wuchs in einer vielköpfigen katholischen Familie mit acht Geschwistern im ländlichen Emsland auf. Der älteste Bruder kam quasi vor seinen Augen beim Einmarsch der Alliierten ums Leben, dem Vater wurde im Krieg die Hand zerschossen. Der junge Vinke, der sich in der Schule insbesondere für Geschichte und Philosophie interessierte, machte ein Volontariat bei der Papenburger Ems-Zeitung, wurde Redakteur bei verschiedenen Tageszeitungen und später beim NDR. Zwischendurch absolvierte er ein Studium der Geschichte und der Soziologie.
Fünf Jahre lang (1981–1986) war Vinke als Fernost-Korrespondent der ARD in Tokio, 1986–1990 Nordamerika-Korrespondent in Washington. Für ein Jahr übernahm er 1990–1991 den Chefposten als Leiter des ARD-Studios Berlin/Ostdeutschland. Für weitere acht Jahre berief man ihn 1992–2000 zum Programmdirektor Hörfunk bei Radio Bremen. Seit 2000 ist er ARD-Korrespondent Osteuropa/Baltikum.
Als Sachbuchautor wandte Vinke sich insbesondere an jugendliche Leser, um ihnen die NS-Vergangenheit und den Widerstand dagegen nahezubringen.

## Bücher
- Carl von Ossietzky (mit einem Vorwort von Willy Brandt). Cecilie Dressler Verlag, Hamburg 1978, ISBN 978-3-7915-5007-7.
- Das kurze Leben der Sophie Scholl. Ravensburger Buchverlag, Ravensburg 1980, ISBN 3-473-35222-5; als Taschenbuch 1997, ISBN 3-473-58011-2.
- Mit zweierlei Maß: Die deutsche Reaktion auf den Terror von rechts: eine Dokumentation. Rowohlt, Reinbek bei Hamburg 1981, ISBN 3-499-14822-6.
- Cato Bontjes van Beek: „Ich habe nicht um mein Leben gebettelt.“ Ein Porträt. Arche Verlag, Zürich 2003, ISBN 3-7160-2313-2.
- Fritz Hartnagel: Der Freund von Sophie Scholl. Arche Verlag, Zürich 2005, ISBN 3-7160-2341-8.
- Das Dritte Reich: Eine Dokumentation mit zahlreichen Biografien und Abbildungen. Ravensburger Buchverlag, Ravensburg 2005, ISBN 3-473-35857-6.
- Hoffentlich schreibst du recht bald. Sophie Scholl und Fritz Hartnagel. Eine Freundschaft 1937–1943. Ravensburger Buchverlag, Ravensburg 2006, ISBN 3-473-35253-5.
- Die DDR. Ravensburger Buchverlag, Ravensburg 2008, ISBN 978-3-473-55116-3.
- Die Bundesrepublik. Ravensburger Buchverlag, Ravensburg 2009, ISBN 978-3-473-55228-3.
- Wunden, die nie ganz verheilten. Ravensburger Buchverlag, Ravensburg 2010, ISBN 978-3-473-55210-8.
- Zivilcourage 2.0. Vorkämpfer für eine gerechte Zukunft. Ravensburger Buchverlag, Ravensburg 2015, ISBN 978-3-473-55348-8. [Zusammen mit seiner Tochter Kira Vinke]
- „Ich sehe immer den Menschen vor mir“. Das Leben des deutschen Offiziers Wilm Hosenfeld. Eine Biographie. Arche Verlag, Zürich 2015, ISBN 978-3-7160-2714-1.
- Cato Bontjes van Beek: „Leben will ich, leben, leben“ – Die junge Frau, die gegen die Nazis kämpfte und ihr Leben ließ. E. Sandmann Verlag, München 2020, ISBN 978-3-945543-80-1.
- „Ein Volk steht auf – und geht zum Arbeitsamt.“ Staatsholding Treuhand als Fehlkonstruktion – die Sicht von Betroffenen. VSA: Verlag, Hamburg 2021, ISBN 978-3-96488-072-7.

Herausgeberschaften
- mit Lukas Schwarzacher: Philippinen. Die unvollendete Revolution. Lamuv, Bornheim-Merten 1987, ISBN 3-88977-138-6.
- Akteneinsicht Christa Wolf: Zerrspiegel und Dialog: eine Dokumentation. Luchterhand Literaturverlag, Hamburg 1993, ISBN 3-630-86814-2.
- Als die erste Atombombe fiel. Maier, Ravensburg 1982, ISBN 3-473-35067-2 (Originaltitel: Children of Hiroshima); gekürzte Taschenbuchausgabe 1998, ISBN 3-473-58062-7.

## Auszeichnungen
- 1980: Buxtehuder Bulle für Das kurze Leben der Sophie Scholl
- 1981: Deutscher Jugendbuchpreis für Das kurze Leben der Sophie Scholl
- 2005: Luchs für Das Dritte Reich
- 2023: Verdienstkreuz am Bande des Niedersächsischen Verdienstordens[1]